# Порфир
Порфир је интермедијарна магматска стена, палеотипни (старији) изливни еквивалент сијенита. Настаје кристализацијом интермедијарне лаве на површи Земље.
Минерали који изграђују порфир су:
- алкални фелдспат: санидин, углавном алтерисан,
- бојени минерал: биотит, аугит, хорнбленда.

Структура порфира је порфирска, док је његова текстура флуидална.